# Xã đặc quyền Pennfield, Michigan
Xã Pennfield (tiếng Anh: Pennfield Township) là một xã thuộc quận Calhoun, tiểu bang Michigan, Hoa Kỳ. Năm 2010, dân số của xã này là 9.001 người.